# Mandalskameratene
Maillots
Le FK Mandalskameratene est un club norvégien de football basé à Mandal.

## Historique
- 1er juillet 1912 : fondation du FK Mandalskameratene